# 韌皮無足狼鳚
韌皮無足狼鳚（學名：Lycodapus dermatinus），為輻鰭魚綱鱸形目绵鳚亞目绵鳚科的其中一種，分布於東太平洋區，從阿拉斯加至秘魯海域，屬深海底棲性魚類，棲息深度在水深1010公尺，體長可達8.9公分。

## 扩展阅读
維基物種上的相關：韌皮無足狼鳚